# الكأس السوفيتي 1982
الكأس السوفيتي 1982 هو الموسم 41 من الكأس السوفيتي. أقيم خلال الفترة 19 فبراير 1982 وحتى 9 مايو 1982، وأشرف على تنظيمه الاتحاد السوفيتي لكرة القدم، وكان عدد الأندية المشاركة فيه 40، وفاز فيه دينامو كييف.